# Carrer del Mig (l'Espluga de Francolí)
El Carrer del Mig és una obra de l'Espluga de Francolí (Conca de Barberà) inclosa a l'Inventari del Patrimoni Arquitectònic de Catalunya.

## Descripció
El nucli de l'Espluga ha perdut quasi totalment l'empedrat antic dels seus carrers. En aquest cas el seu manteniment és degut a la dificultat de circular-hi. El carrer s'anivella amb grans i espaiosos esglaons de pedra irregular i llambordes.